# 蛇麻酮
蛇麻酮是一种有机化合物，分子式C26H38O4，常温常压下为黄色粉末，曾用于啤酒酿造。

## 合成
蛇麻酮可由均苯三酚为原料反应得到：